# Katyń (película)
Katyń es una película polaca de 2007 acerca de la masacre de Katin de 1940, dirigida por Andrzej Wajda y basada en el libro Post Mortem: The Story of Katyn de Andrzej Mularczyk. Fue nominada al Óscar a la mejor película de habla no inglesa en la convocatoria de 2007.
Katyń recrea uno de los episodios más oscuros de la historia de Polonia: el asesinato de miles de oficiales polacos a manos de la policía secreta rusa en 1940 en lo que luego se llegó a denominar la Masacre de Katin. La autoría de esta masacre estuvo oculta durante años, sirvió como excusa a intereses partidistas de nazis y soviéticos. Andrzej Wajda retrata la angustia de las mujeres que esperaban el regreso de sus seres queridos y procuran dar a los caídos la memoria merecida.

## Sinopsis

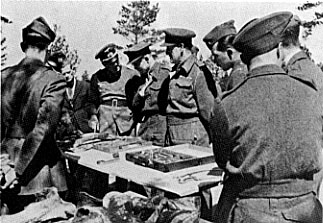
Exhumación de los oficiales polacos muertos en la masacre de Katin y enterrados en una fosa común

El 17 de septiembre de 1939, en virtud de los acuerdos firmados entre Hitler y Stalin, el Ejército Rojo invadió Polonia. Los oficiales relacionados con la Intelligencia Polaca fueron arrestados como prisioneros de guerra y, un año más tarde, la policía secreta rusa, NKVD, mató a miles de estos hombres en el bosque de Katin. Sus esposas tuvieron que soportar durante mucho tiempo el silencio oficial sobre lo sucedido y las mentiras de los soviéticos echándole la culpa a los nazis.

## Reparto

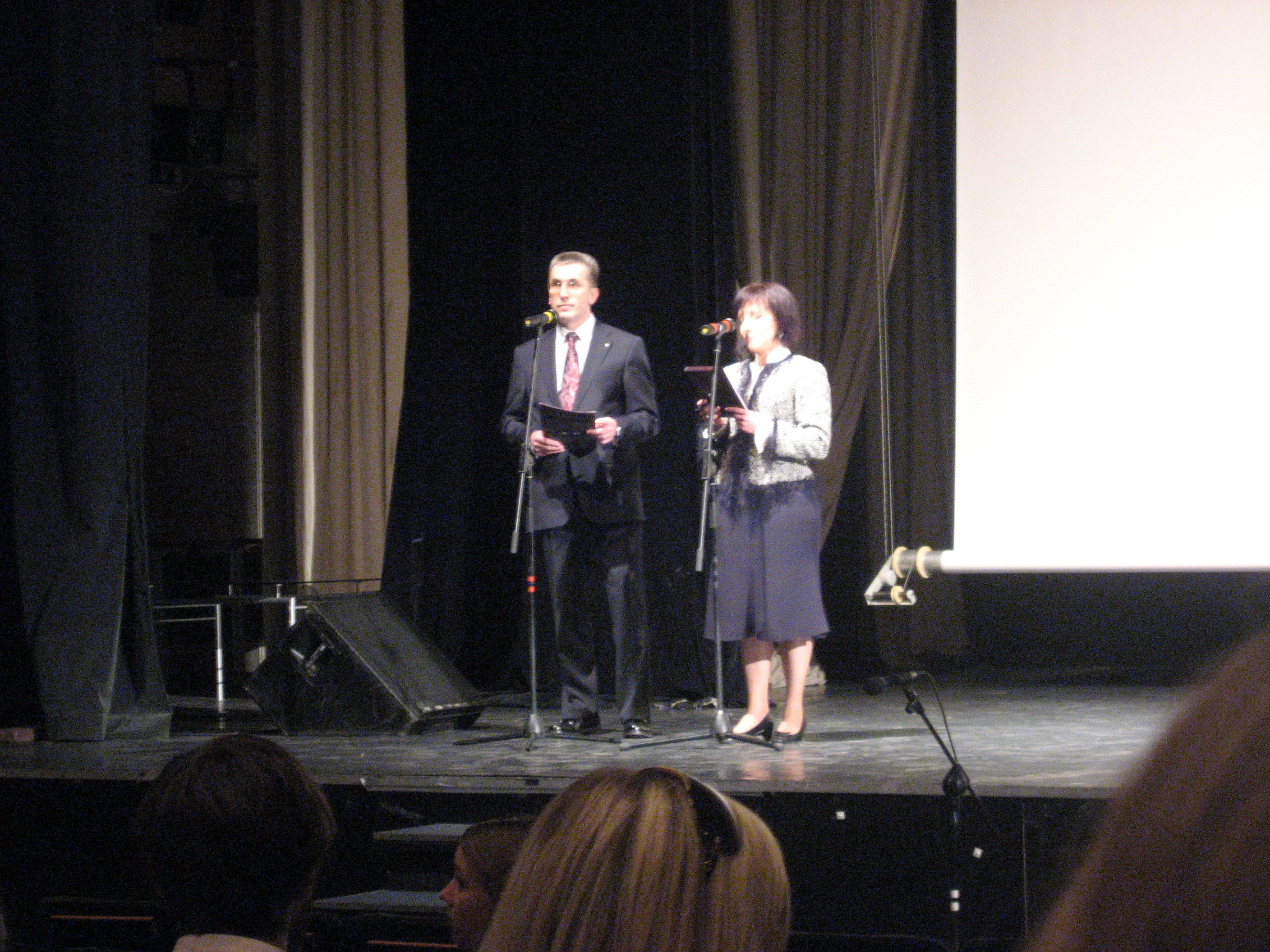
Discurso antes de una proyección en Riga.

- Andrzej Chyra, como Jerzy – Porucznik (Teniente Primero) en el 8.º Regimiento de Uhlan.
- Artur Żmijewski, como Andrzej – Rotmistrz (Capitán) en el 8.º Regimiento de Uhlan.
- Maja Ostaszewska, como Anna, esposa de Andrzej.
- Wiktoria Gąsiewska, como Weronika ("Nika"), hija de Andrzej y Anna.
- Władysław Kowalski, como padre de Andrzej.
- Maja Komorowska, como madre de Andrzej.
- Jan Englert, como el General.
- Danuta Stenka, como Róża, esposa del General.
- Sergei Garmash, como Capitán Popov - oficial compasivo del Ejército Rojo.
- Agnieszka Kawiorska, como Ewa, hija del General y Róża.
- Karlos Granada, como Czeslaw.
- Stanisława Celińska, como Stasia – sirviente en la casa del General.
- Paweł Małaszyński, como Piotr – oficial de las Fuerzas Aéreas polacas.
- Magdalena Cielecka, como hermana de Piotr.
- Agnieszka Glińska, como hermana de Piotr y directora del Gymnasium.
- Anna Radwan, como Elżbieta – pariente de Anna.
- Antoni Pawlicki, como Tadeusz, hijo de Elżbieta.
- Alicja Dąbrowska, como una actriz.
- Jakub Przebindowski, como el sacerdote Wikary.
- Krzysztof Globisz, como el doctor.